# Alsace (film)
Pour les articles homonymes, voir Alsace (homonymie).

Alsace est un film français réalisé par Henri Pouctal, sorti en 1916.

## Synopsis
Alsace est un film patriotique, qui devait réconforter le moral de la nation en montrant des scènes d'héroïsme. Le film glorifie avec passion et optimisme le retour des provinces perdues par la mère patrie, et exhibe la barbarie des troupes allemandes, ce qui fut difficile à filmer car la censure cinématographique des armées veillait, et interdisait l'apparition à l'écran d’uniformes ennemis.

## Fiche technique
- Titre : Alsace
- Réalisation : Henri Pouctal
- Scénario : Henri Pouctal, d'après la pièce de Gaston Leroux
- Photographie : Léonce-Henri Burel
- Cadrage : Léonce-Henri Burel, Louis Chaix
- Production : Le Film d'art
- Pays de production : France
- Format : Noir et blanc - 1,33:1 - Film muet - 35 mm
- Genre : Drame, guerre
- Durée : 64 minutes[1]
- Date de sortie : 1916 (France)

## Distribution
- Berthe Jalabert
- Marcel Dieudonné
- Gabrielle Rejane
- Berthe Flori